# Ungdomsvärldsmästerskapet i volleyboll för flickor
Ungdomsvärldsmästerskapet (U18) i volleyboll för flickor spelas sedan 1989. Spelarna får vara max 18 år gamla. För äldre spelare finns Juniorvärldsmästerskapet i volleyboll för damer (U20), från 2013 till 2017 fanns även U23-världsmästerskapet i volleyboll för damer (U23).
På kontinentnivå finns afrikanska U18-mästerskapen, asiatiska U18-mästerskapen (Asien och Oceanien), U18-EM (Europa), nordamerikanska U18-mästerskapen (Nordamerika), sydamerikanska U18-mästerskapen (Sydamerika) samt panamerikanska U18-cupen (Nord- och Sydamerika). Dessa fungerar som kvalificeringstävlingar för mästerskapet.

## Resultat
| År            | Spelplats                                 | Etta          | Tvåa                    | Trea          | Fyra      |
| ------------- | ----------------------------------------- | ------------- | ----------------------- | ------------- | --------- |
| 1989 Detaljer | Curitiba, Paraná, Brasilien               | Sovjetunionen | Brasilien               | Japan         | Sydkorea  |
| 1991 Detaljer | Lissabon, Portugal                        | Sydkorea      | Brasilien               | Sovjetunionen | Japan     |
| 1993 Detaljer | Bratislava, Slovakien                     | Ryssland      | Japan                   | Sydkorea      | Peru      |
| 1995 Detaljer | Orléans, Frankrike                        | Japan         | Ryssland                | Italien       | Brasilien |
| 1997 Detaljer | Chiang Mai, Thailand                      | Brasilien     | Ryssland                | Italien       | Sydkorea  |
| 1999 Detaljer | Funchal, Portugal                         | Japan         | Brasilien               | Sydkorea      | Polen     |
| 2001 Detaljer | Pula, Kroatien                            | Kina          | Brasilien               | Polen         | Italien   |
| 2003 Detaljer | Piła, Polen                               | Kina          | Italien                 | Brasilien     | USA       |
| 2005 Detaljer | Macao                                     | Brasilien     | Ryssland                | Italien       | USA       |
| 2007 Detaljer | Mexicali/Tijuana, Baja California, Mexiko | Kina          | Turkiet                 | Ryssland      | Serbien   |
| 2009 Detaljer | Nakhon Ratchasima, Thailand               | Brasilien     | Serbien                 | Belgien       | Turkiet   |
| 2011 Detaljer | Ankara, Turkiet                           | ' Turkiet     | Kina                    | Serbien       | Polen     |
| 2013 Detaljer | Nakhon Ratchasima, Thailand               | Kina          | USA                     | Brasilien     | Peru      |
| 2015 Detaljer | Lima, Peru                                | Italien       | USA                     | Kina          | Turkiet   |
| 2017 Detaljer | Rosario / Santa Fe, Argentina             | Italien       | Dominikanska republiken | Ryssland      | Turkiet   |
| 2019 Detaljer | Kairo, Egypten                            | USA           | Italien                 | Brasilien     | Kina      |
| 2021 Detaljer | Durango, Mexiko                           | Ryssland      | Italien                 | USA           | Serbien   |